# جيك ماكدونالد
جيك ماكدونالد (بالإنجليزية: Jake MacDonald)‏‏ (1949 في وينيبيغ - 2020)؛ روائي من كندا.